# Eredivisie Cup 2024/25
De zesde editie van de Eredivisie Cup werd gespeeld op 21 mei en eindigt met een finalewedstrijd op zaterdag 24 mei 2025. Vorig seizoen won FC Twente haar vierde titel na het verslaan van PSV. Dit seizoen won PSV na strafschoppen van FC Twente.

## Opzet
De opzet van het toernooi is gelijk gebleven aan dat van de vorige editie. De landskampioen en de drie winnaars van de periodetitels (respectievelijk acht, zeven en zeven wedstrijden in de Eredivisie) spelen via knock-outwedstrijden om de winst. Indien de kampioen ook een periodetitel heeft gewonnen, zal het als best geklasseerde team in de eindstand (dat geen periodetitel heeft) het ticket van die periode overnemen.

## Speeldata
| Halve finale         | Finale               |
| -------------------- | -------------------- |
| woensdag 21 mei 2025 | zaterdag 24 mei 2025 |

## Deelnemers
| Periode                        | Winnaar    |
| Kampioen                       | Kampioen   |
| ------------------------------ | ---------- |
| –                              | FC Twente  |
| (vervangend) Periodekampioenen |            |
| 1.                             | Ajax       |
| 2.                             | FC Utrecht |
| 3.                             | PSV        |

## Wedstrijden

### Halve finales
|                                |                                                                                  |       |                               |                                                              |
| Halve finale 21 mei 2025 18.30 | PSV                                                                              | 5 – 1 | Ajax                          | Stadion: De Herdgang, Eindhoven Scheidsrechter: Julia van Es |
| Halve finale 21 mei 2025 18.30 | Renate Jansen 19' Fenna Kalma 33', 90+7' Riola Xhemaili 48' Roos Valk 78' (e.d.) |       | 14' (pen.) Ilayah Dostmohamed | Stadion: De Herdgang, Eindhoven Scheidsrechter: Julia van Es |
| Halve finale 21 mei 2025 18.30 |                                                                                  |       |                               | Stadion: De Herdgang, Eindhoven Scheidsrechter: Julia van Es |
| Halve finale 21 mei 2025 18.30 |                                                                                  |       |                               | Stadion: De Herdgang, Eindhoven Scheidsrechter: Julia van Es |
|                                |                                                                                  |       |                               |                                                              |

|                                | |       |                                                               |                                                                        |
| Halve finale 21 mei 2025 19.30 | FC Twente | 7 – 4 | FC Utrecht                                                    | Stadion: Sportpark Schreurserve, Enschede Scheidsrechter: Nick Lammers |
| Halve finale 21 mei 2025 19.30 | Liz Rijsbergen 2' Lieske Carleer 11' Jaimy Ravensbergen 18' Nikée van Dijk 48', 50', 81' Sophie te Brake 65' |       | 42', 63' Tami Groenendijk 47' Lena Mahieu 90+2' Elisha Kruize | Stadion: Sportpark Schreurserve, Enschede Scheidsrechter: Nick Lammers |
| Halve finale 21 mei 2025 19.30 | |       |                                                               | Stadion: Sportpark Schreurserve, Enschede Scheidsrechter: Nick Lammers |
| Halve finale 21 mei 2025 19.30 | |       |                                                               | Stadion: Sportpark Schreurserve, Enschede Scheidsrechter: Nick Lammers |
|                                | |       |                                                               |                                                                        |

### Finale
|                                         |                                                                                     |       |                                                            |                                                                    |
| 24 mei 2025 16.30 Finale Eredivisie Cup | FC Twente                                                                           | 3 – 3 | PSV                                                        | Trainingscentrum FC Twente, Hengelo Scheidsrechter: Sterre Bijlsma |
| 24 mei 2025 16.30 Finale Eredivisie Cup | Jaimy Ravensbergen 28', 74', 102'                                                   |       | 66' Renate Jansen 77' Riola Xhemaili 120+2' Veerle Buurman | Trainingscentrum FC Twente, Hengelo Scheidsrechter: Sterre Bijlsma |
| 24 mei 2025 16.30 Finale Eredivisie Cup | Strafschoppen                                                                       |       |                                                            | Trainingscentrum FC Twente, Hengelo Scheidsrechter: Sterre Bijlsma |
| 24 mei 2025 16.30 Finale Eredivisie Cup | Kayleigh van Dooren Nikée van Dijk Danique van Ginkel Leonie Vliek Daniëlle de Jong | 3 – 4 | Lore Jacobs Joëlle Smits Riola Xhemaili Veerle Buurman     | Trainingscentrum FC Twente, Hengelo Scheidsrechter: Sterre Bijlsma |

| FC Twente | PSV |

| Eredivisie Cup 2024/25 | Eredivisie Cup 2024/25 | Eredivisie Cup 2024/25 |
| ---------------------- | ---------------------- | ---------------------- |
| PSV Eerste titel       |                        |                        |

## Statistieken

#### Doelpuntenmaaksters
4 doelpunten
- Jaimy Ravensbergen (FC Twente)

3 doelpunten
- Nikée van Dijk (FC Twente)

2 doelpunten
- Renate Jansen (PSV)
- Fenna Kalma (PSV)
- Riola Xhemaili (PSV)
- Tami Groenendijk (FC Utrecht)

1 doelpunt
- Ilayah Dostmohamed (Ajax)
- Veerle Buurman (PSV)
- Sophie te Brake (FC Twente)
- Lieske Carleer (FC Twente)
- Liz Rijsbergen (FC Twente)
- Lena Mahieu (FC Utrecht)
- Elisha Kruize (FC Utrecht)

Eigen doelpunt
- Roos Valk (Ajax; tegen PSV)

## Voetnoten
2019/20 · 2020/21 · 2021/22 · 2022/23 · 2023/24 · 2024/25